# Pala Alpitour
Palasport Olimpico, oficjalnie pod nazwą handlową Pala Alpitour, skrótowo oraz podczas wydarzeń zakazujących nazw sponsorskich PalaOlimpico, również nazywana PalaIsozaki od nazwiska architekta – hala sportowo-widowiskowa ulokowana we włoskim Turynie. Obiekt został otwarty 13 grudnia 2005. Znajduje się kilka metrów na wschód od Stadionu Olimpijskiego. Podczas Zimowych Igrzysk Olimpijskich 2006 odbywały się tutaj spotkania w ramach turnieju hokejowego. Na trybunach może pomieścić się 12 350 widzów podczas meczów hokeja na lodzie i jest największą halą sportową we Włoszech. Koszt budowy obiektu wyniósł 87 milionów euro. Właścicielem hali jest miasto Turyn.
Od momentu otwarcia Pala Alpitour stała się jedną z najczęściej rezerwowanych hal we Włoszech na koncerty na dużą skalę. Jest to również największe miejsce w kraju do tego typu wydarzeń, z dozwoloną maksymalną liczbą miejsc ustaloną na 15 657 miejsc na koncerty ze sceną centralną i 13 347 miejsc na koncerty ze sceną końcową.

## Konstrukcja
Projekt budynku był wybrany poprzez międzynarodowy konkurs, który wygrał zespół kierowany przez architekta Arata Isozaki z Tokio. Projekt opracowała firma Archa S.P.A. Hala została zaprojektowana wraz z włoskim architektem Pier Paolo Maggiora i jest częścią większego kompleksu sportowego, który jest znany jako Centralny Kompartment Stadionów Olimpijskich, a także obejmuje halę pływacką i plac apelowy.
Zewnętrzna część futurystycznego budynku ma prostokątną strukturę ze stali nierdzewnej i szkła pokrytą powłoką kartezjańską. Arena jest elastyczna w swojej wewnętrznej strukturze oraz w układzie trybun, dzięki nowoczesnemu systemowi trybun ruchomych i wysuwanych, a także opcji tymczasowego podestu ruchomego. Akustykę konstrukcji można również dostosować.
Palasport Olimpico został zaprojektowany do organizowania wielu różnych rodzajów wydarzeń po Zimowych Igrzyskach Olimpijskich 2006. Arena może gościć wydarzenia, takie jak np. hokej na lodzie, lekkoatletyka, a także koncerty, konwencje, wystawy, imprezy, parady, pokazy, spotkania religijne.

## Wydarzenia na obiekcie

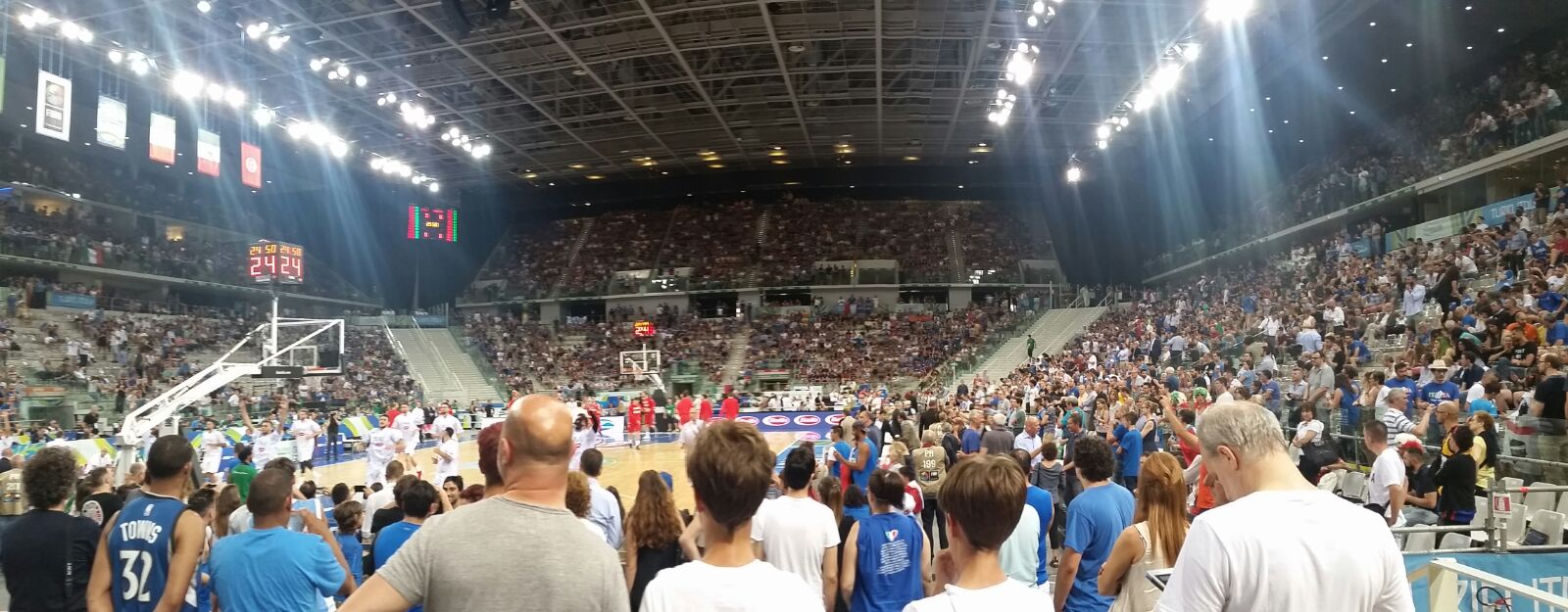
Wnętrze areny podczas Światowych Olimpijskich Turniejów Kwalifikacyjnych Mężczyzn FIBA 2016

### Sportowe
- Hala służyła jako jeden z obiektów, w których odbywały się mecze hokeja na lodzie na Zimowych Igrzyskach Olimpijskich 2006, w tym finały.
- W koszykówce Pala Alpitour była m.in. gospodarzem finałowego etapu EuroCup Basketball 2008–09. Palasport miał być gospodarzem finałowej czwórki Euroligi sezonu 2010-11, ale impreza została przeniesiona do Palau Sant Jordi w Barcelonie[4]. Hala była jednym z trzech głównych miejsc rozgrywania Światowych Olimpijskich Turniejów Kwalifikacyjnych Mężczyzn FIBA 2016, które odbyły się we Włoszech, na Filipinach i w Serbii w dniach 4–10 lipca 2016[5][6].
- Zawody mieszanych sztuk walki Bellator 152 i Bellator 176 odbyły się w Pala Alpitour. Na miejscu odbyła się również trzecia i ostatnia runda Mistrzostw Świata w Piłce Siatkowej Mężczyzn 2018[7].
- W latach 2021–2025 Pala Alpitour jest gospodarzem tenisowych ATP Finals – jest to pierwszy raz w historii, w którym Włochy będą gospodarzem turnieju[8].

### Koncerty i wydarzenia muzyczne
- Pala Alpitour jest jedną z głównych lokalizacji wydarzeń muzycznych we Włoszech. Na arenie występowali artyści tacy jak Bob Dylan, Madonna, Rihanna, U2, Florence and the Machine, 5 Seconds of Summer, Lana Del Rey, Ariana Grande, Shakira, Renato Zero, Tiziano Ferro, Il Volo czy Marco Mengoni.
- 8 października 2021 r. Europejska Unia Nadawców (EBU) i włoski nadawca RAI ogłosili, że obiekt będzie gościł 66. Konkurs Piosenki Eurowizji, po zwycięstwie Włoch w konkursie w 2021 w Rotterdamie[9]. Półfinały konkursu odbyły się 10 i 12 maja, a finał 14 maja 2022 roku. Był to trzeci konkurs zorganizowany we Włoszech, po konkursie w 1965 zorganizowanym w Neapolu, oraz konkursie w 1991 zorganizowanym w Rzymie[9].